# 白山市立北辰中学校
白山市立北辰中学校（はくさんしりつ ほくしんちゅうがっこう）は、石川県白山市にある公立中学校。

## 概要
1984年に白山市鶴来地区（旧鶴来町）の北部に鶴来中学校から分離開校した中学校。金沢市のベッドタウンとして急速に宅地化が進み、人口が急増した地域である。
2016年より校舎の大規模改修工事が進められ、美しい校舎によみがえった。

## 沿革
1984年:鶴来中学校から分離開校
2016年:大規模改修工事

## 通学区域
明光 一～四丁目、坂尻町、道法寺町、荒屋町、知気寺町、曽谷町、熱野町、部入道町、富光寺町、日向町、大竹町、行町、中ノ郷町、安養寺町、七原町、柴木町、鶴来桑島町、深瀬新町、安養寺、柴木二丁目、陽羽里一丁目、陽羽里二丁目、井口町（ただし、東森島町区域を除く。）、明法島町（ただし、新森島台町区域を除く。）

## 進学前小学校
広陽小学校
明光小学校

## 出身著名人
- 鍛冶宏美:柔道選手
- 宮川拓美:柔道選手
- 森下純平:柔道選手
- 小寺将史:柔道選手
- 渕田萌生:柔道選手
- 石川文哉:独立リーグ投手(石川ミリオンスターズ)
- 木島萌香:アーティスティック・スイミング日本代表

## アクセス
- 道法寺駅から徒歩約23分 曽谷駅から徒歩約25分
- 井口(石川県)駅から徒歩約27分